# Gaanderen vasútállomás
Gaanderen vasútállomás vasútállomás Hollandiában, Doetinchem településen. Az állomást az Nederlandse Spoorwegen üzemelteti.

## Vasútvonalak
Az állomást az alábbi vasútvonalak érintik:
- Winterswijk-Zevenaar-vasútvonal

## Kapcsolódó állomások
A vasútállomáshoz az alábbi állomások vannak a legközelebb:
- Doetinchem vasútállomás
- Terborg vasútállomás
- Gaanderen-Oosselt Halt